# واتاناب ایی۹دبلیو
واتاناب ایی۹دبلیو (به انگلیسی: Watanabe_E9W) یک هواگرد ملخ‌پیشین تک‌موتوره از نوع ضد زیردریایی عملیات شناسایی هواپیمای آب‌نشین ساخت شرکت Watanabe Ironworks است. هواگرد واتاناب ایی۹دبلیو نخستین پروازش را در فوریه ۱۹۳۵ میلادی انجام داد. این هواگرد در سال ۱۹۳۸ میلادی رسماً معرفی گردید. در مجموع، تعداد ۳۵ فروند از این هواگرد ساخته شده‌است.